# MultiFace (računalni virus)
MultiFace je računalni virus koji zaražava prvu .SYS datoteku u CONFIG.SYS-u u direktoriju COMSPEC. Kada korisnik ponovno pokrene zaraženo računalo, virus će postati aktivan te će se učitati u memoriju i zaražavati .EXE i .COM datoteke. Kada je MultiFace aktivan, prikazuje više smileya na ekranu.
Virus zaraženom programu mijenja datum proizvodnje u datum i vrijeme infekcije.  